# 再見 心愛的人
《再見 心愛的人》（日语：さよなら 大好きな人）是日本女子二重唱花*花在歌壇出道後的首張單曲。2000年10月25日由日本華納音樂發行。

## 概要
《再見 心愛的人》的創作背景來自花*花成員兒嶋泉在她16歲的時候與爺爺死別，兒嶋為他所作的歌曲。同名表題曲曾被2000年10月播出的TBS週日劇場·《頑固老爹。》選為主題歌使用。同時也是讓她廣為人知的代表歌曲，翌年2001年以二重唱花*花的名義參加『ALL JAPAN點播獎』榮獲Gold Request獎。

## 收錄歌曲
所有歌曲由編曲。
1. 再見 心愛的人（さよなら 大好きな人）
  - 作詞、作曲：兒嶋泉（日语：こじまいづみ）
2. 疼愛的人（さよなら 大好きな人）
  - 作詞：花*花，作曲：
3. 再見 心愛的人 (instrumental)
4. 疼愛的人 (instrumental)

## 翻唱
- 2008年：MARIA（日语：MARIA (バンド)）（單曲形式發售）→後述
- 2009年：Kanade（日语：Kanade）（收錄在專輯《無法忘懷… ～再見心愛的人～ feat.J' Q (VIVID Neon*)》）
- 2011年：SPITZ（收錄在專輯《另類音樂（日语：おるたな）》）
- 2013年：jyA-Me（日语：jyA-Me）（收錄在翻唱專輯《With. Me -Duet Cover-（日语：With. Me -Duet Cover-）》，並與KONAN的版本一起收錄）
- 2017年：藤之宮寧子（三森鈴子）－（收錄在《政宗君的復仇 藍光&DVD 第4卷特典CD》）

## MARIA的單曲

### 收錄歌曲
所有歌曲由明石昌夫編曲。
1. 再見 心愛的人（愛する人よ）
作詞、作曲：兒嶋泉
2. 哀傷導致（哀哭の果て）
作詞、作曲：
3. Break out
作詞、作曲：
4. 再見 心愛的人 (Instrumental)

### 初回DVD
於「WE ARE MARIA SPRING TOUR 2008 ～我們全員都是社會人士!!!!!!～」演唱會收錄。
1. JUMP
2. MABUDACHI

## 外部連結
- 花＊花官方網站 （页面存档备份，存于） （日語）